# Carrer de l'Enrajolat
El Carrer de l'Enrajolat és una obra de Tarragona protegida com a Bé Cultural d'Interès Local.

## Descripció
Conjunt d'edificis que formen l'actual carrer de l'Enrajolat i són la façana posterior de les cases del carrer de La Nao. Sota aquests edificis es creu que es troben les restes de les voltes i grades del Circ Romà.

## Història
Al segle xiii limitava la ciutat de Tarragona la muralla que corria pels carrers dels Ferrers i de l'Enrajolat, amb porta a l'entrada del carrer Major (Portal de l'Olivera). Al segle següent s'amplia el recinte emmurallat amb la reconstrucció del mur de la Rambla Vella (la Muralleta o Mur Nou).